# Piaseczno (gmina Trzcińsko-Zdrój)
Piaseczno – wieś w Polsce położona w województwie zachodniopomorskim, w powiecie gryfińskim, w gminie Trzcińsko-Zdrój.
W latach 1975–1998 miejscowość należała administracyjnie do województwa szczecińskiego.

## Zabytki
- kościół fil. pw. Wniebowzięcia NMP, XIII/XIV, nr rej.: A-977z 18.11.1963-d. cmentarz przy kościele, nieczynny, XIV-XX, nr rej.: A-977z 16.02.2016-ogrodzenie, mur.,  z bramą, XIV
- park dworski, XVIII, nr rej.: 307 z 5.07.1958